# Palmarès del Follonica Hockey 1952
Il Follonica Hockey 1952 nella sua storia si è aggiudicato quattro scudetti (2004-2005, 2005-2006, 2006-2007 e 2007-2008) nonché nove Coppe Italia, quattro Supercoppe e una Coppa di Lega; a livello europeo ha conquistato una Champions League (2005-2006), una Coppa CERS (2004-2005) e una Coppa Intercontinentale, disputando nel complesso sette finali di coppa.

## Competizioni ufficiali
21 trofei

### Competizioni nazionali
18 trofei
- Campionato italiano: 4

2004-2005, 2005-2006, 2006-2007, 2007-2008
- Coppa Italia: 9

1977, 1981-1982, 2004-2005, 2005-2006, 2006-2007, 2007-2008, 2008-2009, 2009-2010, 2017-2018
- Supercoppa italiana: 4 (record condiviso con il Forte dei Marmi)

2005, 2006, 2008, 2024
- Coppa di Lega: 1

1984-1985

### Competizioni internazionali
3 trofei
- Coppa dei Campioni/Champions League/Eurolega: 1 (record italiano condiviso con il Trissino)

2005-2006
- Coppa CERS/WSE: 1

2004-2005
- Coppa Intercontinentale: 1 (record italiano condiviso con il Trissino)

2007

## Altre competizioni
- Campionato italiano di serie B/A2: 6

1962, 1964, 1966, 1981-1982, 1998-1999, 2000-2001

## Altri piazzamenti

### Competizioni nazionali
- Campionato italiano:

1º posto: 2004-2005, 2005-2006, 2006-2007, 2007-2008, 2008-2009
2º posto: 1978, 2009-2010
3º posto: 2021-2022, 2023-2024
- Play-off scudetto:

Finale: 2009, 2010
Semifinale: 1983, 2003, 2004, 2017, 2021, 2022, 2024
- Coppa Italia

Finale: 2023-2024
Semifinale: 1967, 2001-2002, 2002-2003, 2003-2004, 2016-2017, 2020-2021, 2021-2022
- Supercoppa italiana

Finale: 2007, 2009, 2010, 2018

### Competizioni internazionali
- Coppa delle Coppe

Semifinale: 1977-1978
- Coppa CERS/WSE

Finale: 2021-2022, 2023-2024
- Coppa Continentale

Finale: 2005-2006, 2006-2007

## Vittorie multiple
- Double (Campionato e Coppa Italia): 4

2004-2005, 2005-2006, 2006-2007, 2007-2008
- Treble (Campionato + Coppa Italia + Coppa CERS/WSE): 1

2004-2005
- Treble (Campionato + Coppa Italia + Champions League): 1

2005-2006